# ニードルダム

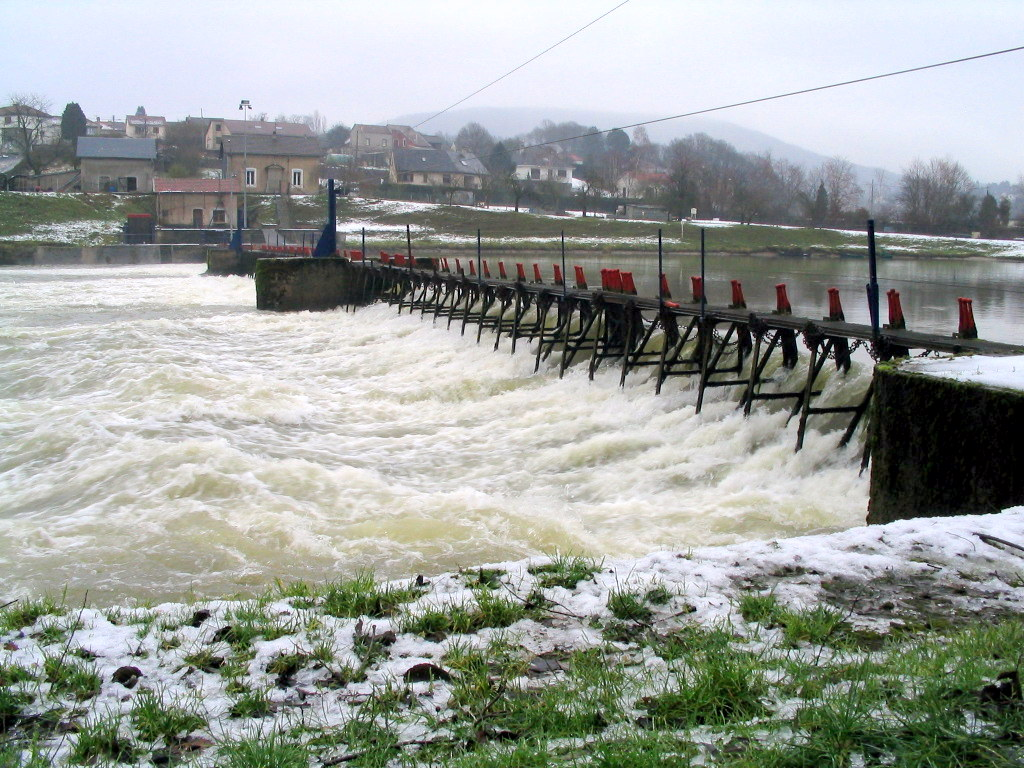
フランスのルヴァン近郊でマース川に設けられたニードルダム

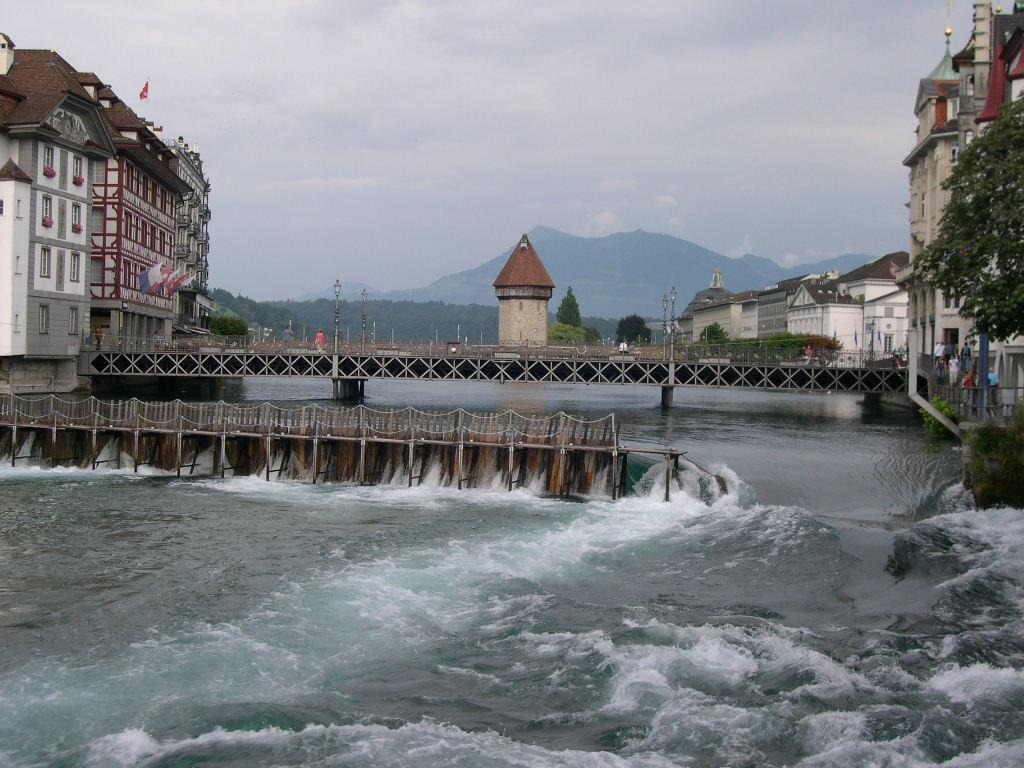
スイスのルツェルンでロイス川に設けられたニードルダム

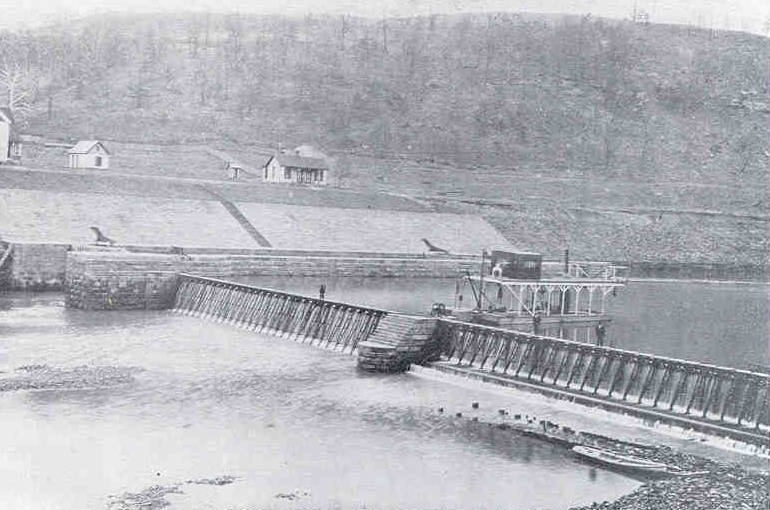
ケンタッキー州ルイーザ近郊にあるニードルダム

ニードルダム (英語: Needle dam) は、細い木製のニードルを用いて川の水位や流量を維持するように作られた堰である。ニードルを頑強なフレームに寄りかからせるようになっていて、特に水密性が持たされているわけではない。ニードルを手作業で付け外しすることで水門のように川の流れを任意の幅に狭めることができる。 
スイスのルツェルンには古いニードルダムがあり、ロイス川の流れを制限してルツェルン湖の水位を維持するのに使われている。フランスのマース川にも供用中のものがいくつかあり、アメリカ合衆国にも19世紀に作られたものがある。 
米国で最初のニードルダムは、ケンタッキー州ルイーザ市のビッグ・サンディ川に設けられたもので、1896年に完成した。 
ニードルダムは、イギリスのテムズ川でフラッシュ・ロックを設けるために中世以来使用されてきたパドル・ライマー堰と同様のものである。 

## 注記
1. ↑   Paddle and Rymer Weirs on the Thames, OA Library 2011年9月28日閲覧。